# 8382 Mann
8382 Mann este un asteroid din centura principală de asteroizi.

## Descriere
8382 Mann este un asteroid din centura principală de asteroizi. A fost descoperit pe 23 septembrie 1992 la Tautenburg de Freimut Börngen. El prezintă o orbită caracterizată de o semiaxă mare de 2,61 ua, o excentricitate de 0,13 și o înclinație de 4,1° în raport cu ecliptica.